# Eddie Spears
Edward Spears, detto Eddie (Chamberlain, 29 novembre 1982), è un attore statunitense.

## Biografia
Di etnia nativo americana, è membro del Kul Wicasa Oyate Lakota (impropriamente indicato come Sioux) Lower Brulé Sioux Tribe del Dakota del Sud.

## Filmografia

### Cinema
- The Slaughter Rule, regia di Alex e Andrew J. Smith (2002)
- Black Cloud, regia di Rick Schroder (2004)
- The Legend of Hell's Gate, regia di Tanner Beard (2011)
- Yellow Rock, regia di Nick Vallelonga (2011)
- La truffa perfetta (Guns, Girls and Gambling), regia di Michael Winnick (2012)
- Bone Tomahawk, regia di S. Craig Zahler (2015)
- Chief Tendoy, regia di César Rodriguez e Steve Saxon – cortometraggio (2021)
- Deep Woods, regia di Steve Laughlin (2022)
- The Old Way, regia di Brett Donowho (2023)

### Televisione
- Edge of America, regia di Chris Eyre – film TV (2003)
- DreamKeeper, regia di Steve Barron – film TV (2003)
- Into the West – miniserie TV, puntate 05-06 (2005)
- L'ultimo pellerossa (Bury My Heart at Wounded Knee), regia di Yves Simoneau – film TV (2007)
- Comanche Moon – miniserie TV, puntata 03 (2008)
- Hell on Wheels – serie TV, 16 episodi (2011-2012)
- Sleepy Hollow – serie TV, episodio 2x06 (2014)
- Z Nation – serie TV, episodio 2x10 (2015)
- Longmire – serie TV, episodio 6x01 (2017)
- Yellowstone – serie TV, episodi 2x01-2x04 (2019)
- Into the Wild Frontier – serie TV, episodio 1x04 (2022)
- Rutherford Falls - Amici per la vita (Rutherford Falls) – serie TV, episodio 2x03 (2022)

### Doppiatore
- Zanna Bianca (Croc-Blanc), regia di Alexandre Espigares (2018)

## Doppiatori italiani
Nelle versioni in italiano dei suoi film, Eddie Spears è stato doppiato da:
- Fabrizio Manfredi in Hell on Wheels
- Marco Vivio in Z Nation
- Gianluca Machelli in FBI: Most Wanted

Da doppiatore è sostituito da: 
- Alessandro Rossi in Zanna Bianca